# الذيبانية (ولد ربيع)

تعديل مصدري - تعديل

قرية العشة، ويتبعها محلة «الذيبانيه»، هي إحدى قُرى عزلة قيفه آل مهدي بمديرية ولد ربيع التابعة لمحافظة البيضاء باليمن. بلغ تعداد سكانها 481 نسمة،  وذلك بحسب تعداد اليمن لعام 2004م.

## اسم القرية
ان الاسم الصحيح لهاذه القريه هو «العشة» كانت الاراضي فيها ملك لاهل رداع، واتو اليها بعض من الناس من مداخل قيفه، وسكنو في «عشة» لذلك سميت «العشة» 
اما الاسم، «الذيبانيه» فهي منطقه في القريه صغيره جداً
لانها كانت موجوده انا ذاك بئر اسمها  «الذبانيه» فسكنو خلفها بعض من الناس
فسموها المكان ذاك «الذيبانيه».
ولكن بحسب النشرة النهائية للجهاز المركزي للإحصاء التابع لوزارة التخطيط والتعاون الدولي بالجمهورية اليمنية عام 2004م، فإن قرية العشة تتبعها محلتان و هن «الذيبانيه و شهارة»،  وجاء تعدادها عام 2004م كالتالي:

### قرية العشة
عدد المساكن 46، عدد الأسر 43، عدد الذكور 175، عدد الإناث 184، الإجمالي: 359 نسمة.

### محلة الذيبانيه التابعة لقرية العشة
عدد المساكن 19، عدد الأسر 16، عدد الذكور 57، عدد الإناث 65، الإجمالي: 122 نسمة.

### مجموع قرية العشة والمحلة التابعة لها
عدد المساكن 65، عدد الأسر 59، عدد الذكور 232، عدد الإناث 249، الإجمالي: 481 نسمة. 